# Nobuo Matsunaga
Nobuo Matsunaga (6 decembrie 1921 - 25 septembrie 2007) a fost un fotbalist japonez.

## Statistici
| Japonia | Japonia | Japonia |
| An      | Meciuri | Goluri  |
| ------- | ------- | ------- |
| 1954    | 3       | 0       |
| 1955    | 1       | 0       |
| Total   | 4       | 0       |